# Chao Zhai
Chao Zhai (født 14. december 1971) er en kinesisk håndboldspiller, der sidst spillede i Viborg HK. Chao blev i 2002 valgt som verdens bedste håndboldspiller af International Handball Federation.

## Biografi
Chao Zhai begyndte at spille håndbold i fødebyen Beijing i 1985, og hun viste hurtigt et stort talent for spillet. Hun kom på det kinesiske landshold og med det til VM i 1999. Den høje velskydende venstre back/playmaker blev interessant for vestlige klubber, og hun kom til SV Berliner VG 49, inden Randers HK gjorde et scoop og lokkede Chao til Danmark i 2001, samme år som hun ved VM scorede 49 mål i 6 kampe for sit land. 
I de tre sæsoner, Chao fik i Randers, blev hun hvert år blandt de tre mest scorende spillere i ligaen, og hun er stadig (pr. februar 2007) i top 3 blandt alle tiders mest scorende Randers HK-spillere. Efter tre år skiftede hun til Viborg HK, med hvem hun fik en lidt mindre fremtrædende rolle, men her oplevede hun til gengæld at være med til at vinde klubbens første Champions League-titel samt DM og den danske pokalturnering i 2006.
Chao stoppede sin karriere i sommeren 2007, hvorefter hun fortsatte på fuldtid som træner og lærer på Viborg HK College. Hun har ved siden af sin aktive karriere taget en diplomuddannelse som træner. I sæsonen 2008-09 vendte hun imidlertid tilbage til VHK's førstehold som backup og har efter Bojana Popovics alvorlige skade i februar 2009 fået en del spilletid.